# Tom Felton
Thomas Andrew Felton, detto Tom (Epsom, 22 settembre 1987), è un attore e musicista britannico, principalmente noto per aver interpretato il personaggio di Draco Malfoy nella saga cinematografica di Harry Potter, quello di Julian Albert nella serie TV The Flash e quello di Logan Maine nella serie horror-fantascientifica Origin.

## Biografia

### Infanzia ed educazione
È nato a Epsom nel Surrey, Inghilterra, il 22 settembre del 1987, da Peter Felton e Sharon Anstey. Ha frequentato la West Horsley's Cranmore School fino all'età di 13 anni e in seguito la Howard of Effingham, una scuola secondaria nel Surrey. Ha tre fratelli maggiori: Ashley, Jonathan e Chris Felton.
I suoi genitori hanno divorziato quando era adolescente. Suo nonno materno è il geofisico Nigel Anstey. Felton ha sviluppato un interesse per il canto durante l'infanzia e successivamente si è unito ai cori scolastici; gli è stato offerto un posto nel coro della cattedrale di Guildford.

## Carriera

### 1997–2000: gli esordi
Ha iniziato a recitare in vari spot pubblicitari. Nel 1995 ha prestato la sua voce al personaggio di James nella serie televisiva Bugs - Le spie senza volto, e nel 1997 ha interpretato Peagreen Clock nella pellicola di Peter Hewitt I rubacchiotti. Nel 1999 ha recitato con Jodie Foster e Chow Yun-fat in Anna and the King.

### 2001–2011: Harry Potter e la fama internazionale

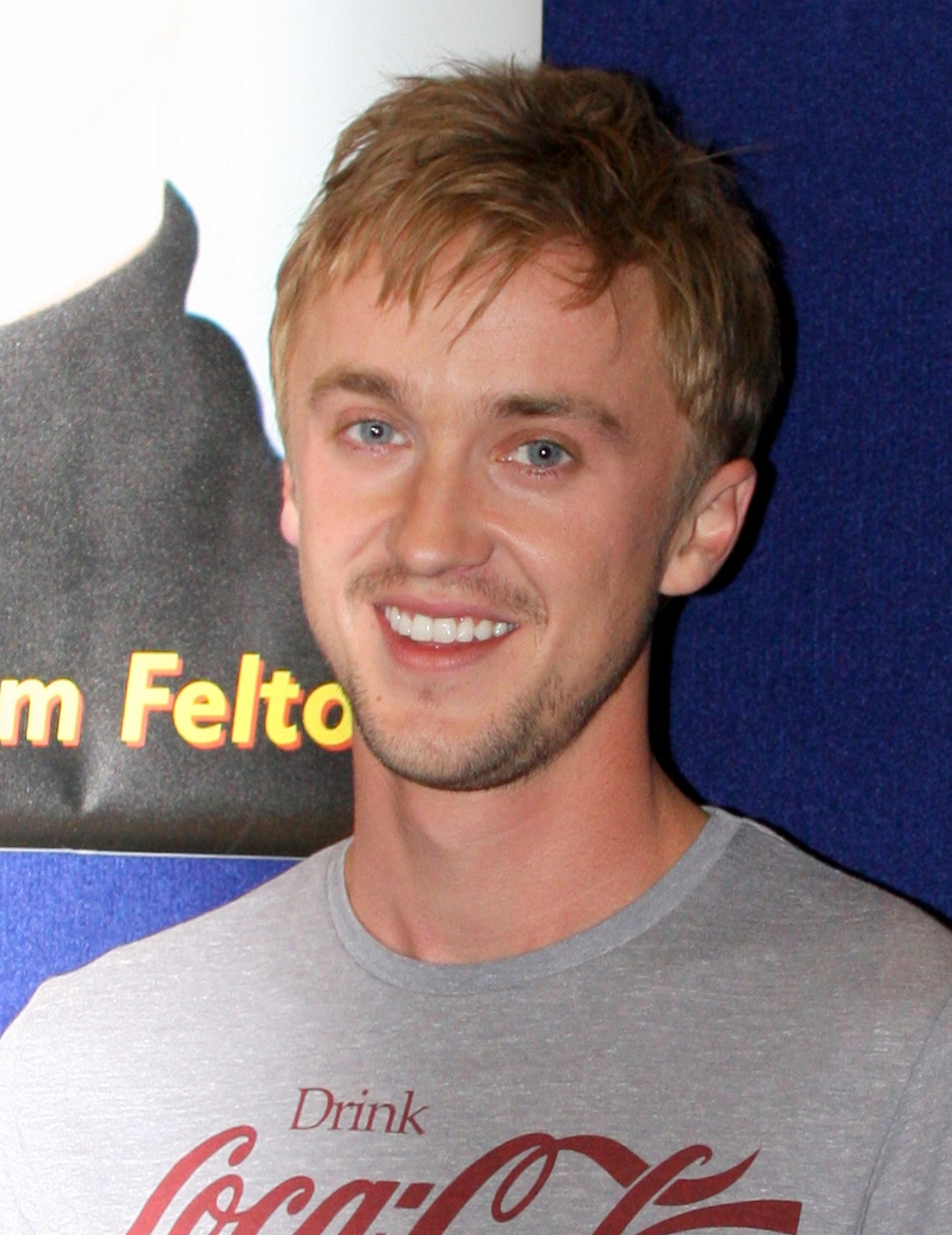
Tom Felton nel 2011

La fama internazionale arriva nel 2001 quando recita nel ruolo di Draco Malfoy, il prepotente rivale di Harry Potter (ruolo che lo porta a doversi decolorare i capelli per somigliare fisicamente al personaggio così come descritto nei libri), nel film Harry Potter e la pietra filosofale e viene poi confermato per il resto della saga: Harry Potter e la camera dei segreti, Harry Potter e il prigioniero di Azkaban, Harry Potter e il calice di fuoco, Harry Potter e l'Ordine della Fenice, Harry Potter e il principe mezzosangue, Harry Potter e i Doni della Morte - Parte 1 e Harry Potter e i Doni della Morte - Parte 2.
Per l'interpretazione di Malfoy, Felton vince per ben due anni consecutivi il premio al miglior cattivo agli MTV Movie Awards nel 2010 per Harry Potter e il principe mezzosangue e nel 2011 per Harry Potter e i Doni della Morte - Parte 2. Per lo stesso film ha inoltre vinto insieme a Daniel Radcliffe, Emma Watson e Rupert Grint il premio per il miglior cast sempre agli MTV Movie Awards.
Nel 2010 Felton ha pubblicato la canzone originale "Hawaii", prodotta da Six String Productions, un'etichetta discografica indipendente gestita dallo stesso Felton con David Proffitt e Philip Haydn-Slater.
Durante le riprese della serie di Harry Potter, Felton e la collega attrice Emma Watson (che nei film interpretava Hermione Granger) hanno confessato di essersi presi una cotta l'uno per l'altra durante le riprese, anche se in momenti diversi. Nella prefazione alla biografia di Tom Felton, Senza la bacchetta. Incanto e maledizione di un’adolescenza da mago, la Watson ha definito se stessa e Felton "anime gemelle".
Nel 2005 ha avuto una piccola parte in Home Farm Twins, interpretando il ruolo di Adam Baker, e nel 2008 ha recitato nel film horror The Disappeared, nel ruolo di Simon. Nel 2011 ha recitato nel reboot cinematografico L'alba del pianeta delle scimmie, diretto da Rupert Wyatt nel ruolo di Dodge Landon.

### 2012–2021: i progetti successivi a Harry Potter
Conclusasi l'esperienza di Harry Potter, Tom Felton prende parte, nel 2012, alle riprese di diversi film: il dramma Un'allenatrice speciale, l'horror The Apparition e il film in costume In Secret, basato sul romanzo Teresa Raquin, in uscita nel 2013.
Viene diretto inoltre da Amma Asante ne La ragazza del dipinto nel 2013 e con lei collaborerà nuovamente in A United Kingdom - L'amore che ha cambiato la storia nel 2016. Per il 2013 è prevista anche la trasmissione della mini serie televisiva Labyrinth, tratto dall'omonimo romanzo di Kate Mosse, in cui Felton partecipa nelle vesti del visconte Raimondo Ruggero di Trencavel. Nel 2014 si dedica nuovamente alla televisione girando la serie Murder in the First per la televisione statunitense, in compagnia di Kathleen Robertson e Taye Diggs. Nel 2016 entra a far parte del cast della serie televisiva The Flash per la terza stagione nel ruolo di Julian Albert come ruolo ricorrente, ma non sarà presente dalla quarta stagione in poi. Nel 2017 entra nel cast di Feed nei panni del fratello della protagonista (interpretata da Troian Bellisario), che muore in un incidente d'auto. Nel 2018 con Natalia Tena è il protagonista della serie televisiva Origin in cui interpreta Logan Maine, un nevrotico con crisi epilettiche che apparentemente sembra essere l'antagonista.
Tom Felton ha interpretato Laerte nel film Ofelia - Amore e morte, adattamento cinematografico di Claire McCarthy dell'Amleto, incentrato sull'omonimo personaggio. Il film è stato presentato in anteprima al Sundance Film Festival 2018; l'interpretazione dell'attore è stata lodata dai critici. Felton ha prestato il volto all'Uomo Nero, antagonista del family-horror Guida per babysitter a caccia di mostri (2020).
Felton ha interpretato un soldato britannico nel film olandese La battaglia dimenticata. Nel giugno del 2020, è stata annunciata la sua partecipazione al film Burial, ambientato negli ultimi giorni della Seconda guerra mondiale. Nell'ottobre dello stesso anno è stato annunciato che Felton sarebbe stato il protagonista di Canyon Del Muerto, un biopic sulla vita dell'archeologa Ann Axtell Morris. Felton interpreta l'archeologo americano Earl H. Morris, marito della protagonista. L'attore figura anche   come produttore della pellicola. Il film sarà venduto al mercato cinematografico del Festival di Cannes a fine maggio 2024. Due mesi dopo, Felton si è unito al cast di Lead Heads, accanto a Rupert Everett, Derek Jacobi, Luke Newberry e Mark Williams (attore). Il film, attualmente in post-produzione, viene descritto come un "dramma sulle ripercussioni che l'avidità ha sull'anima".
Nel gennaio 2021, Felton è stato protagonista del film Save The Cinema diretto da Sara Sugarman, le cui riprese si sono svolte in Galles. Nel film ha recitato accanto a Jonathan Pryce e Samantha Morton. Il film racconta la storia vera di Liz Evans, una parrucchiera e leader di un teatro giovanile a Carmarthen, in Galles, che nel 1993 iniziò una campagna per salvare il cineteatro Lyric dalla chiusura.

### 2022–presente: il debutto a teatro e altri progetti
All'inizio del 2022, Felton ha partecipato Harry Potter 20º anniversario - Ritorno a Hogwarts, insieme ad altri membri del cast, tra cui Daniel Radcliffe, Emma Watson e Rupert Grint. Nel maggio dello stesso anno ha fatto il suo debutto nel West End con 2:22 A Ghost Story.
Dal 2022 interpreta il ruolo di Guy Fawkes nella Mostra immersiva The Gunpowder Plot, alla Torre di Londra. Gli esperti di Realtà virtuale di Figment Productions hanno catturato l'immagine e i movimenti dell'attore che vengono trasmessi virtualmente nel corso dell'esperienza.
Nell'ottobre del 2022 ha pubblicato la sua biografia dal titolo Senza la bacchetta. Incanto e maledizione di un’adolescenza da mago. Il libro ha debuttato al primo posto della classifica dei best-seller di saggistica del The New York Times nella settimana che va dal 16 al 22 ottobre 2022.
Nel 2023 è protagonista del thriller Some Other Woman.
A ottobre 2023 è arrivato l'annuncio del suo ritorno a teatro, previsto per l'estate del 2024. Tom Felton è protagonista della prima mondiale di A Child of Science di Gareth Farr dal 5 giugno al 6 luglio 2024.
Nella primavera del 2024, Felton è entrato a far parte del cast internazionale di Gandhi, una serie diretta da Hansal Mehta e basata sulla vita di Mahatma Gandhi. Tom Felton interpreterà Josiah Oldfield, il migliore amico di Gandhi durante il periodo trascorso a Londra per studiare legge.
Nel 2025 tornerà da protagonista sul grande schermo con Altered, un film action sci-fi diretto dal regista finlandese Timo Vuorensola. Le riprese del progetto, precedentemente noto come Project Darwin, si sono concluse nel 2024 in Kazakistan.
Felton si è unito al cast del film horror thriller They Will Kill You, diretto da Kirill Sokolov. Le riprese sono previste per settembre 2024. Nella pellicola, l'attore interpreterà il membro di una pericolosa setta.
A novembre del 2024, Tom Felton si è unito al cast del film Fackham Hall, una commedia in costume diretta da Jim O'Hanlon e creata dal comico Jimmy Carr.
Nel giugno 2025 viene annunciato che, a partire da novembre, riprenderà il suo ruolo di Draco Malfoy in Harry Potter e la maledizione dell'erede.

## Vita privata
Ha avuto una relazione con l'assistente stunt Jade Olivia Gordon dall'aprile 2008 all'inizio del 2016. Gordon ha interpretato la moglie di Draco in Harry Potter e i Doni della Morte - Parte 2. É un grandissimo fan della saga di Harry Potter..
Felton si definisce agnostico.

## Filmografia

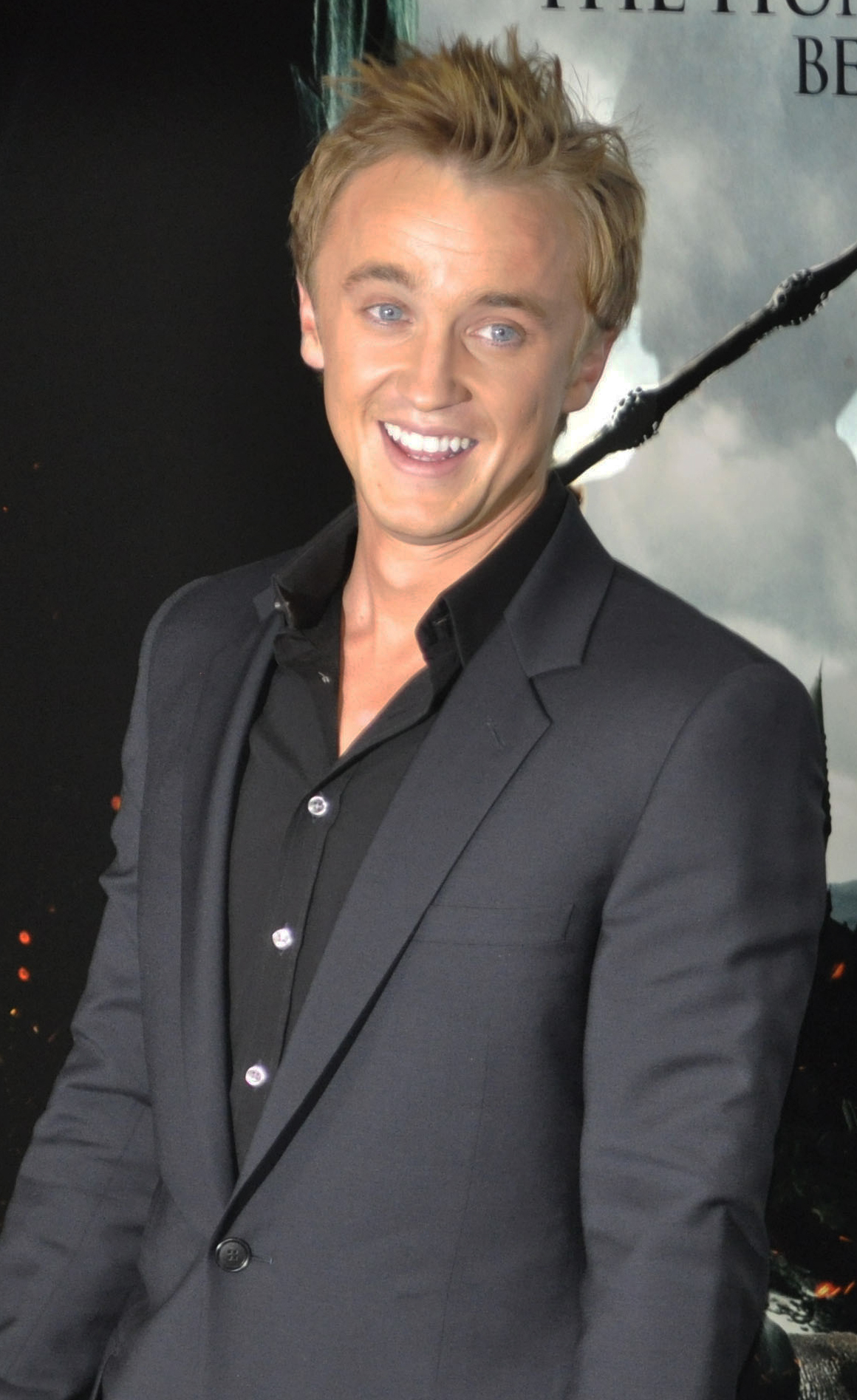
Felton nel 2010

### Attore

#### Cinema
- I rubacchiotti (The Borrowers), regia di Peter Hewitt (1997)
- Anna and the King, regia di Andy Tennant (1999)
- Harry Potter e la pietra filosofale (Harry Potter and the Philosopher's Stone), regia di Chris Columbus (2001)
- Harry Potter e la camera dei segreti (Harry Potter and the Chamber of Secrets), regia di Chris Columbus (2002)
- Harry Potter e il prigioniero di Azkaban (Harry Potter and the Prisoner of Azkaban), regia di Alfonso Cuarón (2004)
- Harry Potter e il calice di fuoco (Harry Potter and the Goblet of Fire), regia di Mike Newell (2005)
- Harry Potter e l'Ordine della Fenice (Harry Potter and the Order of the Phoenix), regia di David Yates (2007)
- The Disappeared, regia di Johnny Kevorkian (2008)
- Harry Potter e il principe mezzosangue (Harry Potter and the Half-Blood Prince), regia di David Yates (2009)
- 13Hrs, regia di Jonathan Glendening (2010)
- In viaggio con una rock star (Get Him to the Greek), regia di Nicholas Stoller (2010)
- Harry Potter e i Doni della Morte - Parte 1 (Harry Potter and the Deathly Hallows: Part 1), regia di David Yates (2010)
- Harry Potter e i Doni della Morte - Parte 2 (Harry Potter and the Deathly Hallows: Part 2), regia di David Yates (2011)
- L'alba del pianeta delle scimmie (Rise of the Planet of the Apes), regia di Rupert Wyatt (2011)
- The Apparition, regia di Todd Lincoln (2012)
- Un'allenatrice speciale (From the Rough), regia di Pierre Bagley (2013)
- In Secret, regia di Charlie Stratton (2013)
- La ragazza del dipinto (Belle), regia di Amma Asante (2013)
- Against the Sun, regia di Brian Falk (2014)
- Risorto (Risen), regia di Kevin Reynolds (2016)
- A United Kingdom - L'amore che ha cambiato la storia (A United Kingdom), regia di Amma Asante (2016)
- Message from the King, regia di Fabrice Du Welz (2016)
- Stratton - Forze speciali (Stratton), regia di Simon West (2017)
- Feed, regia di Tommy Bertelsen (2017)
- Sergente Rex (Megan Leavey), regia di Gabriela Cowperthwaite (2017)
- Ofelia - Amore e morte (Ophelia), regia di Claire McCarthy (2018)
- Braking for Whales, regia di Sean McEwen (2019)
- Guida per babysitter a caccia di mostri (A Babysitter's Guide to Monster Hunting), regia di Rachel Talalay (2020)
- La battaglia dimenticata (De Slag om de Schelde), regia di Matthijs van Heijningen Jr. (2020)
- Save the Cinema, regia di Sara Sugarman (2022)
- Canyon Del Muerto, regia di Coerte Voorhees (2022)
- Burial, regia di Ben Parker (2022)
- Some Other Woman, regia di Joel David Moore (2023)

#### Televisione
- Bugs - Le spie senza volto (Bugs) – serie TV, episodio 4x06 (1998)
- Second Sight, regia di Charles Beeson - film TV (1999)
- Second Sight: Hide and Seek, regia di Edward Bennett - film TV (2000)
- Labyrinth – miniserie TV, 2 episodi (2012)
- Full Circle – serie TV, episodi 1x01 e 1x10 (2013)
- Murder in the First – serie TV, 10 episodi (2014)
- Tom Felton Meets the Superfans – documentario TV (2015)
- The Flash – serie TV, 17 episodi (2016-2017)
- Origin – serie TV, 10 episodi (2018)
- Harry Potter 20º anniversario - Ritorno a Hogwarts (Harry Potter 20th Anniversary: Return to Hogwarts), regia di Eran Creevy, Joe Pearlman, Giorgio Testi – film TV (2022)

#### Cortometraggi
- White Other, regia di Dan Hartley (2010)
- How I Didn't Become a Piano Player, regia di Tommaso Pitta (2014)
- A Tale of Two Mindsets, regia di Tomfoolery (2021)

#### Mostra immersiva
- The Gunpowder Plot, regia di Hannah Price (2022)

#### Videoclip
- Empty Space - James Arthur (2018)
- Are You Entertained - Russ feat. Ed Sheeran (2022)

### Doppiatore
- Bianca & Grey e la pozione magica (Sheep and Wolves), regia di Andrey Galat e Maxim Volkov (2016)

## Teatro
- 2:22 A Ghost Story di Danny Roberts, regia di Matthew Dunster. Criterion Theatre di Londra (2022)
- A Child of Science, regia di Matthew Dunster. Bristol Old Vic di Bristol (2024)

## Discografia

### EP
- 2008 - Time Well Spent
- 2008 - All I Need
- 2009 - In Good Hands
- 2011 - Hawaii
- 2021 - YoOHoO
- 2024 - ReD
- 2024 - ORaNgE

### Singoli
- 2008 - Silhouettes in Sunsets
- 2010 - If You Could Be Anywhere

## Premi e riconoscimenti
- Giffoni Film Festival
  - 2015: Vincitore del Giffoni Experience Award
- Gold Derby Awards
  - 2012: Nominato come miglior cast per Harry Potter e i Doni della Morte - Parte 2
- Mashable Open Web Awards
  - 2009: Vincitore come miglior attore da seguire
- MTV Movie & TV Awards
  - 2009: Vincitore come miglior cattivo per Harry Potter e il principe mezzosangue
  - 2010: Vincitore come miglior cattivo per Harry Potter e i Doni della Morte - Parte 1
  - 2011: Vincitore come miglior cast per Harry Potter e i Doni della Morte - Parte 2
- National Film Awards
  - 2015: Nominato come miglior attore per Belle
  - 2022: Nominato come miglior attore non protagonista per Save the Cinema
- People's Choice Awards
  - 2012: Nominato come attore preferito under 25
- Scream Award
  - 2009: Vincitore come miglior cast per Harry Potter e il principe mezzosangue
  - 2010: Nominato come miglior cast per Harry Potter e i Doni della Morte - Parte 1
- Teen Choice Award
  - 2010: Vincitore come miglior cattivo in un film per Harry Potter e i Doni della Morte - Parte 1
- Young Artist Award
  - 2001: Candidatura come miglior cast per Harry Potter e la pietra filosofale
  - 2001: Candidatura come miglior giovane attore di supporto per Harry Potter e la pietra filosofale

## Doppiatori italiani
Nelle versioni in italiano nelle opere in cui ha recitato, Tom Felton è stato doppiato da:
- Flavio Aquilone in Harry Potter e la pietra filosofale, Harry Potter e la camera dei segreti, Harry Potter e il prigioniero di Azkaban, Harry Potter e il calice di fuoco, Harry Potter e l'Ordine della Fenice, Harry Potter e il principe mezzosangue,  In viaggio con una rock star, Harry Potter e i Doni della Morte - Parte 1, Harry Potter e i Doni della Morte - Parte 2, L'alba del pianeta delle scimmie, The Apparition, La ragazza del dipinto, Risorto, The Flash, Stratton - Forze speciali, Guida per babysitter a caccia di mostri, La battaglia dimenticata
- Alessio Puccio ne I rubacchiotti
- Sacha Pilara in Un'allenatrice speciale
- Andrea Oldani in Murder in the First
- Alessandro Quarta in A United Kingdom - L'amore che ha cambiato la storia
- Francesco Pezzulli in Message from the King
- Paolo Carenzo in Sergente Rex
- Paolo Vivio in Ofelia - Amore e morte